# 目加溜灣大道
目加溜灣大道位於台灣台南市南科特定區，道路寬25米、長2470米，西起台19甲線、東至台1線，其中包括跨越台鐵鐵路橋樑一座（長度560公尺，寬度16公尺），興建金額為新台幣7億3千萬元。通車時間為2007年10月23日。
然而在通車之後，路面出現狀況顛簸不已，部分路段補強應急。臺南市政府工務局副局長蘇金安表示根據土木技師公會的鑑定，目加溜灣大道的顛簸，主要是因為以爐石取代傳統級配，之後因吸水膨脹而導致路面崎嶇。由於有責任釐清的問題，市府委由第三公正單位專業採驗，調查是材料關係或施工問題，釐清責任後會全力修復。

## 通車效益
該路段係台灣南部科學園區交通路網的一部份，連絡南科園區、新市鎮計畫區及鄰近的善化區。該路段通車後，可紓解南科新港社大道交通壅塞的現象，提供區內廠商及員工更便利的交通運輸動線，也能刺激周邊區域經濟效益，廠商將更有意願到南科特定區投資。此外，藉由台1線、台19甲線銜接國道1號與國道3號，目加溜灣大道可快速連結至全台各重要都會、機場及港口，加速南科整體發展。

## 路名緣起
目加溜灣為善化舊稱，是早期台灣平埔族西拉雅系目加溜灣社的故地，因位處灣裡溪，後改稱灣裡街，日治大正時期易名為善化街，戰後方改名為善化鎮。為結合地方傳統，兼顧當地歷史淵源，台南縣政府蒐羅當時附近城鎮古地名及平埔族群分支名稱進行討論，決定將15-25道路命名為目加溜灣大道，賦予其歷史地位，更有希望後人不忘本含意存在。

## 南科特定區路網內其他主要幹道
- 樹谷大道(60米寬)
- 西拉雅大道(50米寬)：2007年12月29日通車
- 新港社大道
- 木柵港東路
- 木柵港西路
- 堤塘港路
- 紫楝路
- 曼陀鈴路

## 本路段客運
- 幹支線公車[2]

| 編號 | 路線                       | 本路段公車站 |
| ---- | -------------------------- | ------------ |
| 綠4  | 新化－陽光電城－善化轉運站 | 善新大道口   |